# 맥라렌 MP4-X
맥라렌 MP4-X(영어: McLaren MP4-X)는 2015년 맥라렌 포뮬러 원 팀에서 생산했던 컨셉트카이다.